# كوسكو (مجموعة)

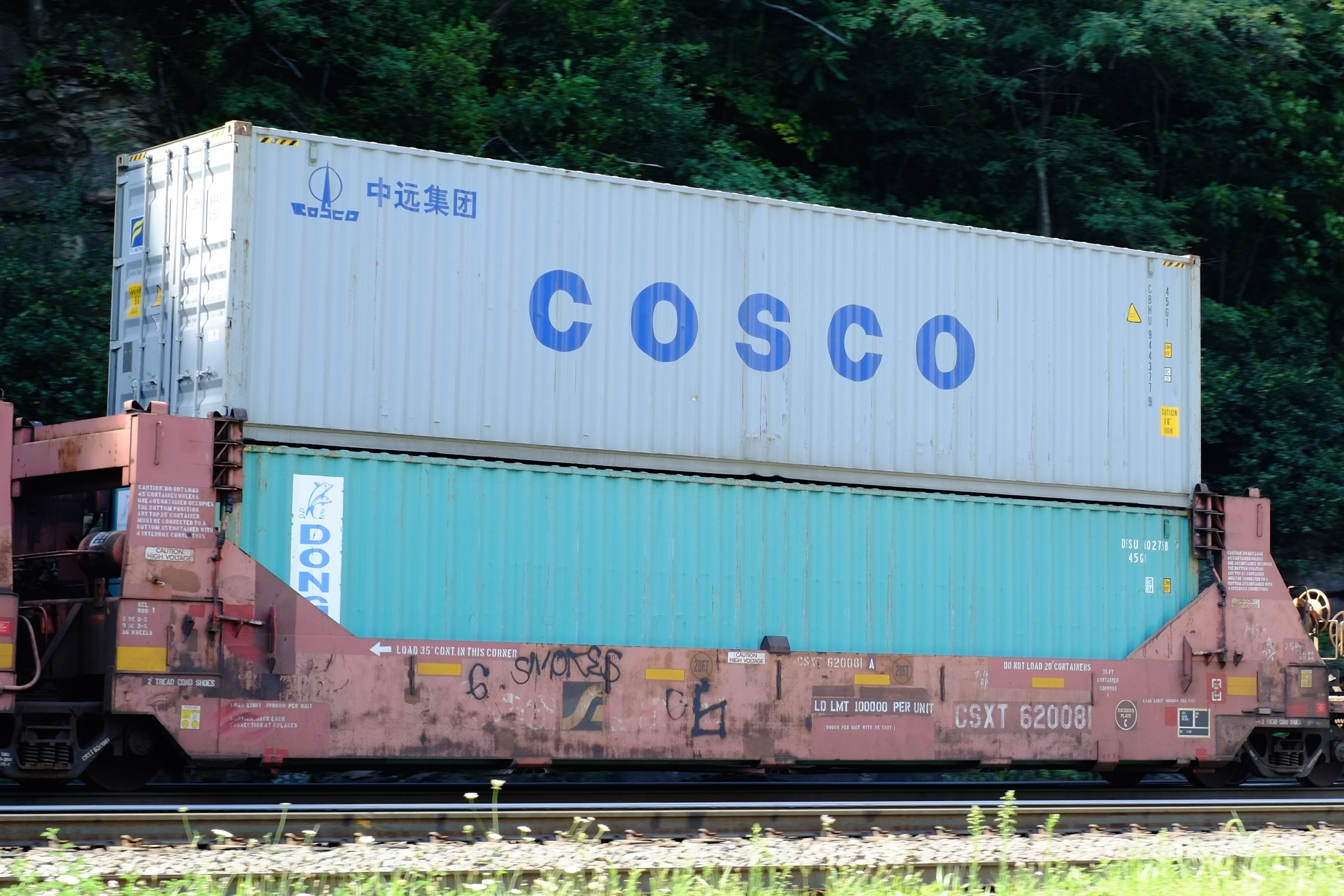
حاوية COSCO 40 قدم

شينا أوشن للشحن (مجموعة) والمعروفة باسم كوسكو أو مجموعة كوسكو، هي شركة صينية مملوكة للدولة كشركة موردة لخدمات لشحن والخدمات اللوجستية .  يقع مقرها الرئيسي في أوشن بلازا في منطقة شيتشنغ في بكين .   تمتلك 1114 سفينة ، بما في ذلك 365 سفينة بضائع جافة ، أسطول حاويات بسعة 1,580,000 ، وأسطول ناقلة من 120 سفينة.  يتصل الأسطول بأكثر من ألف ميناء حول العالم.  كما أنها تحتل المرتبة الثالثة أكبر من حيث العدد من الحاويات السفن وحجم الحاويات الإجمالي في العالم.  في عام 2012 ، كانت من بين أفضل 15 علامة تجارية في الصين. 
إنها أكبر شركة لنقل البضائع الجافة في الصين وواحدة من أكبر مشغلي الشحنات الجافة في جميع أنحاء العالم. بالإضافة إلى ذلك ، تعتبر المجموعة أكبر ناقلة خطوط في الصين.  الاطلاع على قائمة السفن التي تشغلها في قوائم أسطول كوسكو . في فبراير 2016 ، اندمجت مجموعة كوسكو مع مجموعة شاينا للشحن لتشكيل تشاينا كوسكو للشحن. 

## الشركات التابعة
تحتوي نوسكو على سبع شركات مدرجة ولديها أكثر من 300 شركة تابعة محليًا وخارجيًا ، تقدم خدمات في مجال شحن البضائع وبناء السفن وإصلاح السفن والتشغيل الطرفي وتصنيع الحاويات والتجارة والتمويل والعقارات وتكنولوجيا المعلومات . 
هناك سبع شركات مدرجة في كوسكو:
- هونج كونج : كوسكو باسيفيك المحدودة
- هونج كونج: كوسكو الدولية القابضة المحدودة.
- هونج كونج: شركة الصين الدولية للحاويات البحرية (مجموعة) المحدودة ( أسهم H )
- هونج كونج: الصين كوسكو القابضة المحدودة ( أسهم H )
- شنغهاي : الصين كوسكو القابضة المحدودة ( حصة )
- شنتشن : الصين الدولية البحرية الحاويات (مجموعة) المحدودة
- شنتشن : الصين الدولية للحاويات البحرية (مجموعة) المحدودة ( ب <span typeof="mw:Entity" id="mwYA">&nbsp;</span> سهم )
- سنغافورة : شركة كوسكو (سنغافورة) المحدودة
- اليابان : كوسكو لخطوط الشحن المحدودة.

في أبريل 2016 ، وافقت كوسكو على شراء 51 ٪ من هيئة ميناء بيرايوس ،  وهي مدرجة في بورصة أثينا . تقوم شركة بيريوس لمحطات الحاويات ( PCT ) التابعة لشركة كوسكو بتشغيل ميناءين في ميناء بيريوس منذ عام 2009.
في يوليو 2017 ، تقدمت كوسكو بعرض 6.3 مليار دولار لشراء منافستها Orient Overseas (International) Limited التي مقرها هونغ كونغ. تم قبول العرض بشرط موافقة المساهمين والموافقة التنظيمية. وهذا سيجعلها ثالث أكبر شركة شحن حاويات في العالم مع أسطول يضم أكثر من 400 سفينة. 

## روابط خارجية
- شركة الشحن البحري الصينية (مجموعة)
- كوسكو أمريكا الشمالية ، وشركة
- كوسكو (سنغافورة) المحدودة
- تحليل محطة كوسكو في رصيف الميناء